# Paradoja de Fenno
La paradoja de Fenno es la creencia de que la gente generalmente desaprueba el Congreso de los Estados Unidos en su conjunto, pero apoya a los congresistas de sus propios distritos electorales. Hay evidencia de que este fenómeno también es aplicable a legislaturas fuera de los Estados Unidos, por ejemplo el yuan legislativo de Taiwán. Su nombre se debe al politólogo Richard Fenno, que trató este tema en su libro de 1978 Home Style: House Members in Their Districts. Fenno descubrió que era común que  los congresistas se presentaban como críticos frente al Congreso.
La "paradoja de Fenno" también se ha aplicado a otras áreas de la política, como las escuelas públicas. Por ejemplo, los ciudadanos estadounidenses desaprueban en gran medida el sistema escolar público, pero tienden a tener una valoración positiva  de las escuelas locales concretas a las que asisten sus hijos.